# Iouri Zaïtsev
Pour les articles homonymes, voir Zaitsev.
Iouri Konstantinovitch Zaïtsev (en russe : Юрий Константинович Зайцев), né le 17 janvier 1951 à Pobedino (ru) (Union soviétique) et mort le 30 septembre 2022 à Dnipro (Ukraine), est un haltérophile qui concourait pour l'Union soviétique.

## Biographie
Né dans l'oblast de Sakhaline, Iouri Zaïtsev suit ses parents au Kazakhstan à l'âge de dix ans. Il commence la pratique de l'haltérophilie à quatorze ans sous la direction de Vladimir Neptchipourenko qui restera son entraîneur pendant de nombreuses années. Il remporte ses premières victoires en junior dans des compétitions régionales. En 1971, il effectue son service militaire au sein de l'Armée rouge. Il est admis au sein de l'équipe soviétique d'haltérophilie en 1974 et s'installe en 1976 à Dniepropetrovsk avec son entraîneur afin de bénéficier de meilleures conditions d'entraînement.
Il remporte de nombreux titres, nationaux et internationaux : champion du Kazakhstan et d'URSS à plusieurs reprises, champion d'Europe en 1978 et 1979, champion du monde en 1978. Son principal succès est cependant obtenu aux Jeux olympiques de Montréal en 1976 : il s'impose dans la catégorie 90-110 kg devant le Bulgare Krastio Zemerdjiev (en).
Malgré d'excellentes performances réalisées en 1980, il n'est pas sélectionné pour les Jeux olympiques de Moscou de 1980, son compatriote Leonid Taranenko ayant fait mieux que lui. Il met alors fin à sa carrière sportive.